# Фридрих II (герцог Ангальта)
Леопольд Фридрих Эдуард Карл Александр Ангальтский (нем. Leopold Friedrich II Eduard Karl Alexander von Anhalt; 19 августа 1856, Дессау — 21 апреля 1918, замок Балленштедт) — правящий герцог Ангальта в 1904—1918 годах, прусский генерал кавалерии (13 сентября 1911).

## Биография
Принц Леопольд Фридрих — второй сын наследного принца Фридриха Ангальт-Дессауского и его супруги принцессы Антуанетты Саксен-Альтенбургской. По линии отца — внук Леопольда IV и Фридерики Вильгельмины Прусской, по матери — Эдуарда Саксен-Альтенбургского и Амалии Гогенцоллерн-Зигмаринген.
В 1863 году его дед Леопольд IV стал правителем единого герцогства Ангальт после смерти последнего герцога Ангальт-Бернбурга . 22 мая 1871 года его отец Фридрих унаследовал герцогство Ангальт. А 2 февраля 1886 года Леопольд Фридрих стал наследным принцем после смерти своего старшего брата Леопольда.
24 января 1904 года Леопольд Фридрих стал герцогом. Во время своего правления он был известен своей любовью к музыке и поддерживал придворный театр, который гастролировал по всей Европе .
В 1914 году во время Первой мировой войны герцог Фридрих ввел Крест Фридриха как награду за заслуги во время войны.
Он умер в замке Балленштедт 21 апреля 1918 года. Его наследником стал младший брат — принц Эдуард.
В честь герцога Фридриха была названа чайно-гибридная роза Herzog Friedrich von Anhalt 

## Брак
2 июля 1889 года в Карлсруэ Фридрих женился на принцессе Марии Баденской (1865—1939), которая была дочерью принца Вильгельма Баденского и его жены Марии Максимилиановны Лейхтенбергской. Брак был бездетным.

## Награды
- Династический орден Альбрехта Медведя
- Орден Вендской короны (17 апреля 1877)
- Орден Чёрного орла